# Ki no Tsurayuki
En aquest nom japonès, el cognom és Ki.
Ki no Tsurayuki (紀貫之, 872 – 945) fou un poeta i cortesà japonés de l'era Heian.
Tsurayuki era fill de Ki no Mochiyuki. Començà a compondre yamato-uta en la dècada de 890. El 905, per ordre de l'emperador Daigo, fou un dels quatre poetes triats per compilar el Kokin Wakashū, una antologia poètica.
Després d'ocupar alguns càrrecs a Kyoto, el nomenaren governador de la província de Tosa entre 930 i 935. Després degué ser-ne governador de la de Suo, ja que realitzà un waka festiu (Utaai) a Suo.
És conegut pels seus yamato-uta i es considera un dels trenta-sis immortals de la poesia triats per Fujiwara no Kintô. Escrigué un dels dos prefacis del Kokin Wakashū; l'altre està escrit en xinés. El seu prefaci fou el primer assaig crític del waka. N'escrigué la història des de l'origen mitològic fins al waka contemporani, els agrupà per gèneres, n'esmentà alguns poetes importants i criticà durament alguns predecessors com Ariwara no Narihira.
Té un waka inclòs en una de les més importants antologies poètiques japoneses, el Hyakunin Isshu, compilada al segle xiii per Fujiwara no Teika.

## La seua obra

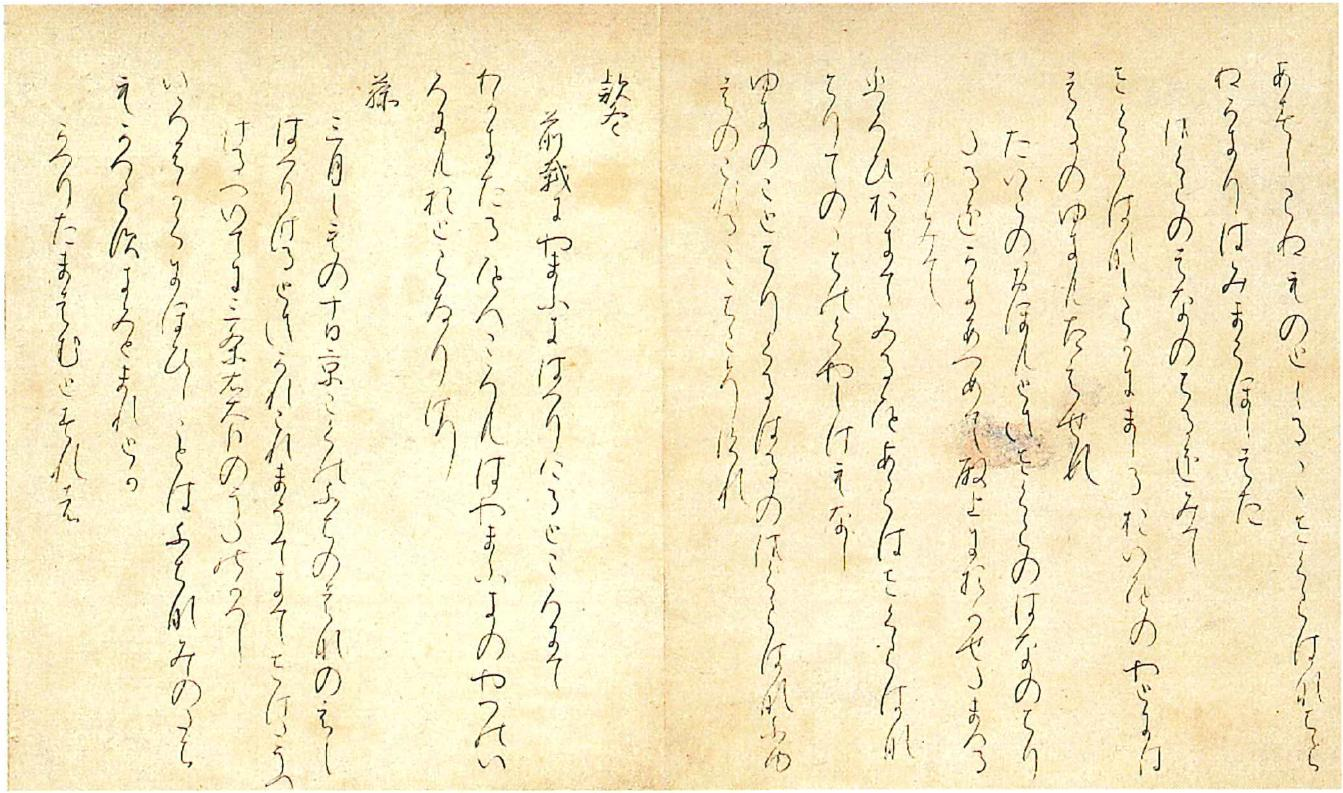
Poemes de l'antologia Tsutsumichūnagon shū, Museu de les Col·leccions Imperials

A banda del Kokin Wakashū i el seu prefaci, l'obra més important de Tsurayuki fou Tosa nikki (土佐日記), escrit de manera anònima i en hiragana. Al començament d'aquest diari pretenia ser una dona, però la seua manera d'escriure donava a entendre que l'autoria n'era d'un home. El text detalla un viatge al 935 de retorn a Kyoto des de la província de Tosa, de la qual era governador.
El Tosa nikki l'escrigué en hiragana, quan en aquell temps un home no podia usar l'estil “indisciplinat” i “femení” de l'hiragana en comptes del kanji. Ho decidí així perquè el tema central del diari no era el viatge, sinó el seu plany per la mort de la seua filla a Tosa. Al començament del text, no esmenta la mort, i les escenes del viatge són descrites barrejant humor i seriositat. Després ocorre la mort de la filla i el plany de l'autor. Aquest diari és el més antic escrit en kana. Es considera excepcionalment ben escrit i tingué gran influència en posteriors nikki o diaris poètics.
També hi ha una antologia de waka de Tsurayuki, anomenat Tsurayuki-shū, segurament compilat per ell mateix. Alguns waka seus també es reuniren en altres antologies importants com el Kokinshū i altres d'imperials. De les tres antologies imperials més antigues, ell és un dels poetes de waka més importants.
Se l'esmenta en el Genji Monogatari com un mestre del waka. En aquesta història, l'emperador Uda ordena a ell i a algunes poetes que escrigueren waka en els seus plafons.